# The King and the Clown
The King and the Clown (en hangul, 왕의 남자; romanización revisada, Wang-ui Namja) es una película surcoreana de género histórico y drama estrenada el 29 de diciembre de 2005. Fue dirigida por Lee Joon-ik y protagonizada por Kam Woo-sung, Lee Joon-gi y Jung Jin-young. El filme se basa en la obra teatral de 2000, Yi, y se ubica históricamente durante el reinado del rey Yeonsangun de la dinastía Joseon. Fue distribuida por Cinema Service en Corea del Sur y por CJ Entertainment de forma internacional.
The King and the Clown fue la película más vista de Corea del Sur de 2005, con 12.3 millones de boletos vendidos. En el momento de su estreno, fue la novena película más taquillera en la historia de Corea del Sur; actualmente ocupa el puesto número dieciocho. También fue la candidata oficial de Corea del Sur para los Óscar a la mejor película de habla no inglesa de 2006, sin embargo, no recibió dicha nominación. El filme recibió la alabanza de la crítica, así como también una serie de diversos premios y nominaciones.

## Argumento
Ambientada a principios del siglo XVI durante el reinado del rey Yeonsangun de Joseon, el filme se centra en dos artistas callejeros de jultagi; el varonil Jang-saeng (Kam Woo-sung) y el femenino Gong-gil (Lee Joon-gi). Ambos hombres son parte de un grupo de artistas cuyo jefe prostituye a Gong-gil a clientes adinerados, a pesar de la fuerte oposición de Jang-saeng. En una de estas ocasiones, Jang-saeng irrumpe en la habitación del nuevo cliente de Gong-gil y evita que tengan relaciones. Durante la confrontación que surge a raíz de esto, Gong-gil asesina a su jefe en defensa de Jang-saeng, tras lo cual ambos huyen a Seúl, donde forman un nuevo grupo con otros tres artistas callejeros; Yuk-gab (Yoo Hae-jin), Chil-duk (Jeong Seok-yong) y Pal-bok (Lee Seung-hun).
Juntos, el grupo crea un sketch satírico que se burla de algunos miembros de la corte real, incluido el propio rey (Jung Jin-young) y su nueva concubina, Jang Nok-su (Kang Sung-yeon). A pesar de ganar mucho dinero con la actuación, el grupo es arrestado por traición y azotados severamente. Jang-saeng hace un trato con Cheo-sun (Jang Hang-seon), uno de los asesores del rey, para que les perdonase la vida: hacer reír al rey con su sketch o del caso contrario serán ejecutados. El grupo realiza su acto en presencia del rey, pero Yuk-gab, Chil-duk y Pal-bok se encuentran demasiado atemorizados como para lograr un buen desempeño. Sólo Gong-gil y Jang-saeng parecen ser capaces de seguir actuando y, milagrosamente se las ingenian para hacer reír al rey con una última broma. Divertido con los artistas, el rey ordena que se les otorge un lugar en la corte para su entretenimiento. Poco después, cuando el rey pide ver más actuaciones, el grupo decide repartir volantes con el fin de recultar a más artistas. Es entonces cuando el resto nota que Jang-saeng y Gong-gil comparten la misma escritura; Jang-saeng comenta que aprendió a escribir observando y copiando a Gong-gil. El siguiente acto que el grupo interpreta es uno que ridiculiza a los ministros del rey, siguiendo los consejos de Cheo-sun.
En dicho acto se muestra a un ministro recibiendo sobornos a cambio de favores, dejando al descubierto la corrupción que reina dentro de la corte real. El rey queda encantado con el sketch, pero al ver que los demás no compartían su entusiasmo, comienza a sospechar y les pregunta uno por uno si eran culpables o no. El rey expulsa a un ministro corrupto y ordena que sus dedos sean cortados para luego mostrárselos a los demás ministros. A medida que el tiempo transcurre, el rey comienza a mostrar preferencia por Gong-gil, a quien constantemente convoca a sus aposentos privados para realizar espectáculos de títeres y otros juegos. Jang-saeng, nada feliz con el surgimiento de esta relación, sugiere a Gong-gil que deberían marcharse del palacio, pero este insiste en quedarse más tiempo puesto que secretamente ha comenzado a simpatizar con el rey. Mientras tanto, el rey se vuelve cada vez más inestable. Hace que los artistas interpreten un acto que muestra cómo su madre (interpretada por Gong-gil), la concubina favorita del rey anterior, se vio obligada a tomar veneno después de ser traicionada por otras concubinas celosas. El rey luego mata a estas concubinas al final de la obra y, su abuela, la Reina Madre, muere del shock. Tras esto, Jang-saeng intenta persuadir nuevamente a Gong-gil para que se marché con él y el resto de los artistas antes de que el rey también los matase durante uno de sus ataques homicidas. Gong-gil, quien inicialmente sintió compasión por el rey, ahora le ruega que le dé su libertad; sin embargo, este se niega.
La concubina del rey, Jang Nok-su, se muestra cada vez más celosa por la atención que el rey ha estado dando a Gong-gil. Algunos miembros de la corte intentan asesinarlo durante un viaje de caza, lo que resulta en la muerte de Yuk-gab, quien recibió una flecha en lugar de Gong-gil. Días después, el rey besa a la fuerza a Gong-gil y su violencia contra los miembros de su propia corte se intensifica, especialmente ante la mención de su padre, quien siente que aún gobierna el reino incluso después de su muerte. Esto lleva al grupo a finalmente decidir abandonar el palacio, puesto que el rey se ha vuelto demasiado impredecible. Al enterarse, Gong-gil le ruega a Jang-saeng que no lo deje solo, ya que no se le permite salir del palacio. Al mismo tiempo, Jang Nok-su intenta encarcelar a Gong-gil falsificando un volante con la letra de Gong-gil en el que insulta al rey. Jang-saeng se responsabiliza del crimen por el cual Gong-gil ha sido acusado falsamente (esto es posible debido a que su letra es la misma) y es condenado a ser decapitado a la mañana siguiente. Cheo-sun secretamente libera a Jang-saeng y le dice que debe olvidarse de Gong-gil y abandonar el palacio. Sin embargo, Jang-saeng ignora el consejo de Cheo-sun y vuelve al palacio, donde realiza un acto en la cuerda floja, esta vez burlándose abiertamente del rey. Furioso, el rey le lanza flechas mientras Gong-gil intenta detenerlo en vano. Jang-saeng logra evadir las flechas, pero cae de la cuerda y es apresado. El rey ordena cegarlo con hierro ardiente como castigo antes de ser enviado nuevamente a prisión. Gong-gil intenta suicidarse, pero su vida es salvada por los médicos del palacio: el rey pierde entonces interés en él y vuelve a su consorte.
El rey ordena que Jang-saeng, ahora ciego, camine sobre la cuerda floja una vez más. Mientras Jang-saeng cuenta acerca de cómo perdió a Gong-gil, un emocional Gong-gil se une a él en la cuerda. Gong-gil le pregunta a Jang-saeng qué le gustaría ser en su próxima vida y Jang-saeng responde que todavía elegiría ser un artista; Gong-gil responde que él también sería eso y nada más. Al mismo tiempo, un golpe de Estado liderado por miembros de la corte resulta en un ataque al palacio y, cuando la gente irrumpe en este, Jang-saeng y Gong-gil saltan de la cuerda juntos. La película termina con una escena donde Jang-saeng y Gong-gil se reúnen con el resto del grupo de artistas, incluido el fallecido Yuk-gab. El grupo se aleja mientras cantan y bailan alegremente.

## Reparto
- Kam Woo-sung como Jang-saeng
- Lee Joon-gi como Gong-gil
- Jung Jin-young como Rey Yeonsangun
- Kang Sung-yeon como Jang Nok-su
- Jang Hang-seon como Cheo-sun
- Yoo Hae-jin como Yuk-gab
- Jeong Seok-yong como Chil-duk
- Lee Seung-hun como Pal-bok
- Shin Jung-geun como Lee Geuk-kyun[7]

## Producción

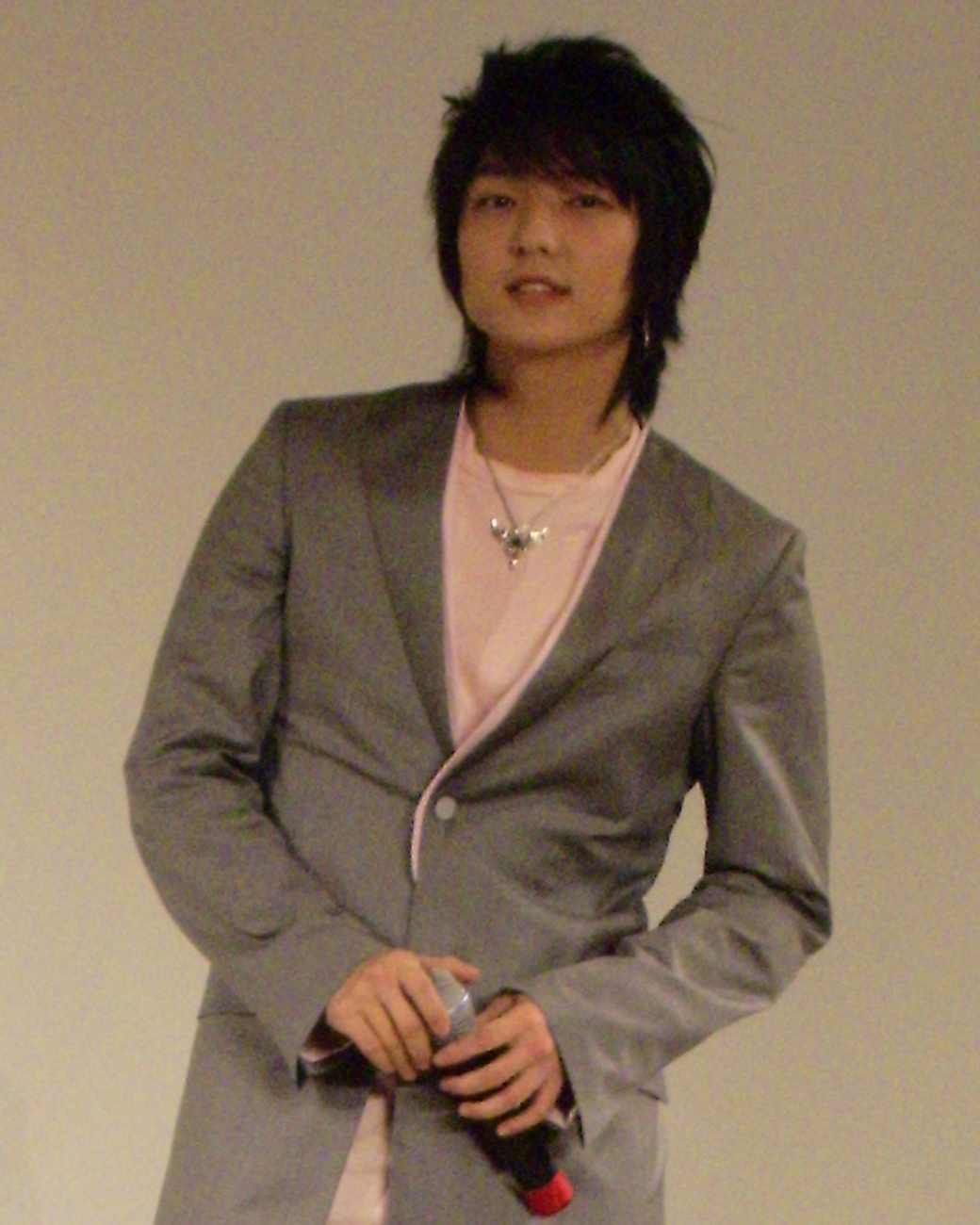
Lee Joon-gi en una reunión de fanes de la película en Jeju, enero de 2007. Lee fue seleccionado para el papel de Gong-gil de entre 3.000 actores.

La película es una adaptación de la obra teatral surcoreana Yi de Kim Tae-woong, a su vez basada en un pequeño pasaje de los Anales de Joseon que menciona brevemente al payaso favorito del rey, Gong-gil. Mientras que Gong-gil es una figura verídica, el personaje de Jang-saeng fue creado exclusivamente para la obra. En la dinastía Joseon, "Yi" era la forma en la que el rey se dirigía a sus súbditos favoritos. Desde su primera puesta en escena en 2000, la obra ha ganado numerosos premios, entre los que se destacan "mejor obra teatral del año" y "mejor actor nuevo" (para Oh Man-seok), entre otros.

### Recepción
En su país de origen, The King and the Clown vendió un total de 12.3 millones de boletos, 3.659.525 de los cuales lo fueron en Seúl. La proyección del filme se extendió durante cuatro meses, finalizando el 18 de abril de 2006. Fue la película más vista de Corea del Sur de ese año, recaudando ₩ 6.5 mil millones en su primera semana de lanzamiento, y un total de ₩ 72.6 mil millones luego de doce semanas de proyección. Su recaudación mundial fue de US$ 74.4 millones.
La película superó con creces su presupuesto de tan sólo USD$ 3.5 millones, y para el 2 de febrero de 2006 fue vista por diez millones de espectadores, recibiendo buenas críticas tanto de la prensa como de la audiencia. Se convirtió en un gran éxito comercial, un hecho inusual en ese entonces teniendo en cuenta su enfoque en las artes tradicionales con temas homosexuales. El éxito del filme también fue inesperado dado su bajo presupuesto y actores de bajo perfil, en comparación con otras películas como Taegukgi Hwinalrimyeo y Silmido que también superaron los diez millones de espectadores. La película también impulsó notablemente al entonces desconocido Lee Joon-gi al estrellato.
The King and the Clown fue la candidata oficial de Corea del Sur para los Óscar a la mejor película de habla no inglesa de 2006, siendo elegida por sobre The Host y Time debido a su calidad estética y éxito comercial.

## Banda sonora
Toda la música compuesta por Lee Byung-woo. 
| N.º   | Título                                | Duración |  |
| 1.    | «Veiled»                              | 05:53    |  |
| 2.    | «Prologue - Long Roads»               | 01:35    |  |
| 3.    | «Mask of a Woman»                     | 00:48    |  |
| 4.    | «Cannot Return»                       | 01:34    |  |
| 5.    | «Are you over there? I am over here.» | 01:29    |  |
| 6.    | «Into the World»                      | 01:46    |  |
| 7.    | «Dangerous Suggestion Number One»     | 00:45    |  |
| 8.    | «The Happy Clowns»                    | 01:32    |  |
| 9.    | «Am I the King or not»                | 00:49    |  |
| 10.   | «Dangerous Suggestion Number Two»     | 00:45    |  |
| 11.   | «The Dreaming Clowns»                 | 01:01    |  |
| 12.   | «Serve Maiden»                        | 01:07    |  |
| 13.   | «Playing with Dolls»                  | 01:06    |  |
| 14.   | «Romantic Emotions»                   | 00:50    |  |
| 15.   | «Playing with Shadows»                | 01:48    |  |
| 16.   | «The Cry of Rags»                     | 01:53    |  |
| 17.   | «Clown Hunt»                          | 01:40    |  |
| 18.   | «Death of a Clown»                    | 00:45    |  |
| 19.   | «Shoot Now»                           | 00:39    |  |
| 20.   | «Envy»                                | 00:36    |  |
| 21.   | «The Fury of Jang-saeng»              | 01:21    |  |
| 22.   | «I wrote it.»                         | 00:54    |  |
| 23.   | «Plea»                                | 01:03    |  |
| 24.   | «The Yell of Jang-saeng»              | 01:48    |  |
| 25.   | «Jang-saeng the Blind»                | 03:30    |  |
| 26.   | «Into the Womb»                       | 01:24    |  |
| 27.   | «Ban-jeong's Sounds of Drumming»      | 00:39    |  |
| 28.   | «Mid-air»                             | 03:56    |  |
| 29.   | «Epilogue - The Homeward Road»        | 03:22    |  |
| 30.   | «"Mid-air" Guitar Version»            | 03:54    |  |
| 50:25 |                                       |          |  |

## Premios y nominaciones
| Año  | Premio                                       | Categoría                 | Recipiente                          | Resultado |
| ---- | -------------------------------------------- | ------------------------- | ----------------------------------- | --------- |
| 2006 | Baeksang Arts Awards                         | Gran Premio               | The King and the Clown              | Ganador   |
| 2006 | Baeksang Arts Awards                         | Mejor actor nuevo         | Lee Joon-gi                         | Ganador   |
| 2006 | Baeksang Arts Awards                         | Mejor película            | The King and the Clown              | Nominado  |
| 2006 | Baeksang Arts Awards                         | Mejor director            | Lee Joon-ik                         | Nominado  |
| 2006 | Baeksang Arts Awards                         | Mejor actor               | Jung Jin-young                      | Nominado  |
| 2006 | Baeksang Arts Awards                         | Mejor guion               | Choi Seok-hwan                      | Nominado  |
| 2006 | Chunsa Film Art Awards                       | Mejor actor               | Kam Woo-sung                        | Ganador   |
| 2006 | Chunsa Film Art Awards                       | Mejor actor de reparto    | Jang Hang-sun                       | Ganador   |
| 2006 | Grand Bell Awards                            | Mejor película            | The King and the Clown              | Ganador   |
| 2006 | Grand Bell Awards                            | Mejor director            | Lee Joon-ik                         | Ganador   |
| 2006 | Grand Bell Awards                            | Mejor actor               | Kam Woo-sung                        | Ganador   |
| 2006 | Grand Bell Awards                            | Mejor actor de reparto    | Yoo Hae-jin                         | Ganador   |
| 2006 | Grand Bell Awards                            | Mejor actor nuevo         | Lee Joon-gi                         | Ganador   |
| 2006 | Grand Bell Awards                            | Mejor guion               | Choi Seok-hwan                      | Ganador   |
| 2006 | Grand Bell Awards                            | Mejor cinematografía      | Ji Kil-woong                        | Ganador   |
| 2006 | Grand Bell Awards                            | Mejor actriz de reparto   | Kang Sung-yeon                      | Nominada  |
| 2006 | Grand Bell Awards                            | Mejor edición             | Kim Jae-bum, Kim Sang-bum           | Nominado  |
| 2006 | Grand Bell Awards                            | Mejor actor nuevo         | Lee Joon-gi                         | Nominado  |
| 2006 | Grand Bell Awards                            | Mejor iluminacion         | Han Gi-eop                          | Nominado  |
| 2006 | Grand Bell Awards                            | Mejor dirección artística | Kang Seung-yong                     | Nominado  |
| 2006 | Grand Bell Awards                            | Mejor vestuario           | Shim Hyun-sub                       | Nominado  |
| 2006 | Grand Bell Awards                            | Mejor música              | Lee Byung-woo                       | Nominado  |
| 2006 | Grand Bell Awards                            | Mejor sonido              | Kim Tan-young, Choi Tae-young       | Nominado  |
| 2006 | Blue Dragon Film Awards                      | Mejor música              | Lee Byung-woo                       | Ganador   |
| 2006 | Blue Dragon Film Awards                      | Mejor película            | The King and the Clown              | Nominado  |
| 2006 | Blue Dragon Film Awards                      | Mejor director            | Lee Joon-ik                         | Nominado  |
| 2006 | Blue Dragon Film Awards                      | Mejor actor               | Kam Woo-sung                        | Nominado  |
| 2006 | Blue Dragon Film Awards                      | Mejor actor de reparto    | Yoo Hae-jin                         | Nominado  |
| 2006 | Blue Dragon Film Awards                      | Mejor actriz de reparto   | Kang Sung-yeon                      | Nominada  |
| 2006 | Blue Dragon Film Awards                      | Mejor actor nuevo         | Lee Joon-gi                         | Nominado  |
| 2006 | Blue Dragon Film Awards                      | Mejor iluminación         | Han Gi-eop                          | Nominado  |
| 2006 | Blue Dragon Film Awards                      | Mejor dirección artística | Kang Seung-yong                     | Nominado  |
| 2006 | Blue Dragon Film Awards                      | Technical Award           | Kim Sang-bum, Kim Jae-bum (edición) | Nominado  |
| 2006 | Blue Dragon Film Awards                      | Mejor pareja              | Kam Woo-sung y Lee Joon-gi          | Ganador   |
| 2006 | Korean Film Awards                           | Mejor actor nuevo         | Lee Joon-gi                         | Ganador   |
| 2006 | Korean Film Awards                           | Mejor película            | The King and the Clown              | Nominado  |
| 2006 | Korean Film Awards                           | Mejor director            | Lee Joon-ik                         | Nominado  |
| 2006 | Korean Film Awards                           | Mejor actriz de reparto   | Kang Sung-yeon                      | Nominada  |
| 2006 | Korean Film Awards                           | Mejor dirección artística | Kang Seung-yong                     | Nominado  |
| 2006 | Festival de cine estadounidense de Deauville | Premio del jurado         | The King and the Clown              | Ganador   |